# Kabobo-apalis
De kabobo-apalis (Apalis kaboboensis) is een zangvogel uit de familie Cisticolidae.

## Verspreiding en leefgebied
Deze soort is endemisch in oostelijk Congo-Kinshasa.

## Status
De grootte van de populatie is in 2019 geschat op 2500-10.000 volwassen vogels. Het verspreidingsgebied is klein en de aantallen nemen af door habitatverlies. Op de Rode lijst van de IUCN heeft deze soort daarom de status kwetsbaar.